# Paulo Brant
Paulo Eduardo Rocha Brant (Diamantina, 1 de maio de 1952) é um economista, professor, engenheiro civil e político mineiro. Filiado ao Movimento Democrático Brasileiro (MDB), foi eleito para o cargo de vice-governador do estado de Minas Gerais nas eleições estaduais de 2018, pelo Partido Novo (NOVO), junto ao líder da chapa, Romeu Zema.

## Biografia
Nasceu na cidade mineira de Diamantina, no dia 1 de maio de 1952. Ele afirma que vem de uma família típica mineira, sendo seu pai o juiz Moacyr Pimenta Brant e sua mãe Iolanda Raimunda da Rocha, sendo o sexto de 11 irmãos, dentre eles o compositor Fernando Rocha Brant e o ex-deputado Roberto Brant. Aos quatro anos se mudou junto com sua família para a cidade de Belo Horizonte, lá estudou no Colégio Arnaldo, cursou Engenharia civil na Universidade Federal de Minas Gerais (UFMG) e Economia na Pontifícia Universidade Católica de Minas Gerais (PUC-MG). Tornou-se mestre em economia também pela UFMG e se especializou em estratégia empresarial pela Fundação Dom Cabral/INSEAD.

## Vice-governador de Minas Gerais
Paulo Brant foi empossado, junto com o Governador Romeu Zema (NOVO), pela Assembleia Legislativa de Minas Gerais (ALMG), em 1 de janeiro de 2019. Desde a transição, Brant era visto como uma figura conciliadora e trabalhou na articulação do governo com as prefeituras, setor privado e a Assembleia Estadual. No entanto, após discordâncias com o governo sobre o reajuste para funcionários públicos estaduais, ele se desfiliou do Partido Novo (NOVO). Porém, manteve um bom relacionamento com o governador e deu continuidade ao trabalho para a construção de uma coalizão governista a fim de aprovar uma agenda reformista.
Em agosto de 2021, filiou-se ao Partido da Social Democracia Brasileira (PSDB), com críticas ao que chamou de "liberalismo exacerbado" do seu antigo partido.
Na composição da eleição estadual de Minas Gerais em 2022, Brant não compôs chapa com Zema, como em 2018.  Em seu lugar, foi escolhido o candidato Professor Mateus (NOVO), enquanto o Brant foi vice na chapa do também tucano Marcus Pestana (PSDB). A chapa tucana não obteve êxito ficando em quarto lugar no pleito com 60.637 votos.
Em outubro de 2022, diferentemente de Zema, declarou apoio a candidatura de Luiz Inácio Lula da Silva (PT), durante a eleição presidencial de 2022. Em publicação no Instagram, Brant afirmou que: "a candidatura Lula nos evoca lembranças negativas de governos petistas, mas, pela diversidade do seu arco de alianças, possui, em minha avaliação, melhores condições de resguardar o nosso sistema democrático. É, portanto, a minha escolha, como a de inúmeros companheiros no PSDB".